# Spanien i olympiska sommarspelen 2000
Spanien deltog i de olympiska sommarspelen 2000 med en trupp bestående av 326 deltagare, 221 män och 105 kvinnor, och de tog totalt elva medaljer.

## Medaljer

### Guld
- Juan Llaneras - Cykling, Poänglopp
- Gervasio Deferr - Gymnastik, Hopp
- Isabel Fernández - Judo, Lättvikt 57 kg

### Silver
- Rafael Lozano - Boxning, Lätt flugvikt
- Fotbollslandslaget, Herrar (David Albelda, Iván Amaya, Miguel Ángel Angulo, Daniel Aranzubia, Joan Capdevila, Jordi Ferrón, Gabri García, Xavi, Jesús María Lacruz, Alberto Luque, Carlos Marchena, Felip Ortiz, Carles Puyol, José María Romero, Ismael Ruiz, Raúl Tamudo, Toni Velamazán och Unai Vergara)
- Gabriel Esparza - Taekwondo, Flugvikt 58 kg

### Brons
- María Vasco - Friidrott, Gång 20 km
- Margarita Fullana - Cykling, Mountainbike
- Handbollslandslaget, Herrar (Iñaki Urdangarin, Alberto Urdiales, Andrei Xepkin, Antonio Ortega, Juan Pérez, Antonio Ugalde, Jordi Nuñez, Xavier O'Callaghan, Jesús Olalla, Rafael Guijosa, Demetrio Lozano, Enric Masip, David Barrufet, Talant Dujsjebajev och Mateo Garralda)
- Nina Zjivanevskaja - Simning, 100 m ryggsim
- Àlex Corretja och Albert Costa - Tennis, Herrdubbel

## Basket
Herrar
Gruppspel
| Kanada      | 4 | 1 | 433 | 373 | +60  | 9 | 1W–0L |
| Jugoslavien | 4 | 1 | 372 | 338 | +34  | 9 | 0W–1L |
| Australien  | 3 | 2 | 408 | 407 | +1   | 8 | 1W–0L |
| Ryssland    | 3 | 2 | 367 | 328 | +39  | 8 | 0W–1L |
| Spanien     | 1 | 4 | 349 | 376 | −27  | 6 |       |
| Angola      | 0 | 5 | 303 | 410 | −107 | 5 |       |

## Boxning
Lätt flugvikt
- Rafael Lozano
  - Omgång 1 — bye
  - Omgång 2 — besegrade Danilo Lerio från Filippinerna
  - Kvartsfinal — besegrade Suleiman Wanjau Bilali från Kenya
  - Semifinal — besegrade Kim Un-Chol från Nordkorea
  - Final — förlorade mot Brahim Asloum från Frankrike →  Silver

## Bågskytte
| Damernas individuella |                   |                           |         |
|                       | Almudena Gallardo |                           |         |
| 32-delsfinal          | Förlorade mot     | Anna Karaseva Vitryssland | 163-162 |

## Cykling

### Mountainbike
Herrarnas terränglopp
- José Antonio Hermida
  - Final — 2:11:42.91 (→ 4:e plats)
- Roberto Lezaun
  - Final — 2:15:56.99 (→ 15:e plats)

Damernas terränglopp
- Margarita Fullana
  - Final — 1:49:57.39 (→  Brons)
- Silvia Rovira
  - Final — 1:58:59.37 (→ 14:e plats)

### Landsväg
Herrarnas tempolopp
- Abraham Olano
  - Final — 0:58:31 (→ 4:e plats)
- Santos Gonzalez Capilla
  - Final — 0:59:03 (→ 8:e plats)

Herrarnas linjelopp
- Óscar Freire
  - Final — 5:30:46 (→ 17:e plats)
- Abraham Olano
  - Final — 5:30:46 (→ 60:e plats)
- Juan Carlos Domínguez
  - Final — DNF (→ ingen placering)
- Santos Gonzalez Capilla
  - Final — DNF (→ ingen placering)
- Miguel Ángel Martín Perdiguero
  - Final — DNF (→ ingen placering)

Damernas tempolopp
- Joane Somarriba Arrola
  - Final — 0:43:06 (→ 5:e plats)
- Teodora Ruano
  - Final — 0:44:37.36 (→ 18:e plats)

Damernas linjelopp
- Joane Somarriba Arrola
  - Final — 3:06:31 (→ 14:e plats)
- Fatima Blazquez Lozano
  - Final — 3:10:33 (→ 33:e plats)
- Mercedes Cagigas Amed
  - Final — 3:28:29 (→ 48:e plats)

### Bana
Herrarnas sprint
- Jose Villanueva
  - Kval — 10.556
  - Första omgången — besegrade Craig MacLean från Storbritannien
  - Åttondelsfinal — besegrade Pavel Buran från Tjeckien
  - Kvartsfinal — förlorade mot Florian Rousseau från Frankrike
  - Final 5-8 — 6:e plats

Herrarnas förföljelse
- Antonio Tauler
  - Kval — 04:34.415 (→ gick inte vidaree)

Herrarnas tempolopp
- David Cabrero
  - Final — 01:07.710 (→ 15:e plats)

Herrarnas poänglopp
- Juan Llaneras
  - Poäng — 14
  - Varv bakom — 0 (→ Guld')

Herrarnas keirin
- David Cabrero
  - Första omgången — heat — 3; plats — 3
  - Återkval — heat — 3; plats — 1
  - Andra omgången — heat — 2; plats — 4 (→ gick inte vidaree)

Herrarnas lagsprint
- José Antonio Escuredo, José Villanueva och Slavador Melia
  - Kval — 45.799 (→ gick inte vidaree)

Herrarnas lagförföljelse
- Miguel Alzamora, Isaac Gálvez, Antonio Tauler och José Francisco Jarque
  - Kval — 04:15.547 (gick inte vidaree)

Herrarnas Madison
- Juan Llaneras och Isaac Gálvez
  - Final — 3 (→ 13:e plats)

Damernas poänglopp
- Teodora Ruano
  - Poäng — 10 (→ 7:e plats)

## Fotboll
Herrar
| Nr          | Namn                | Födelsedatum      | Klubb               |
| Målvakter   | Målvakter           | Målvakter         | Målvakter           |
| ----------- | ------------------- | ----------------- | ------------------- |
| 1           | Daniel Aranzubia    | 18 september 1979 | Athletic Bilbao     |
| 18          | Felip Ortiz         | 27 april 1977     | CF Extremadura      |
| Försvarare  |                     |                   |                     |
| 2           | Jesús María Lacruz  | 25 april 1978     | Athletic Bilbao     |
| 3           | Joan Capdevila      | 3 februari 1978   | Deportivo La Coruña |
| 4           | Carlos Marchena     | 21 juli 1979      | Sevilla FC          |
| 5           | Unai Vergara        | 20 januari 1977   | Villarreal CF       |
| 12          | Carles Puyol        | 13 april 1978     | FC Barcelona        |
| 14          | Ivan Amaya          | 3 september 1978  | Atletico de Madrid  |
| Mittfältare |                     |                   |                     |
| 6           | David Albelda       | 1 september 1977  | Valencia CF         |
| 8           | Xavi                | 25 januari 1980   | FC Barcelona        |
| 10          | Gabri               | 10 februari 1979  | FC Barcelona        |
| 11          | Jordi Ferrón        | 19 augusti 1978   | Real Zaragoza       |
| 15          | Ismael Ruiz         | 7 februari 1977   | Racing de Santander |
| 16          | Toni Velamazán      | 22 januari 1977   | RCD Espanyol        |
| Anfallare   |                     |                   |                     |
| 7           | Miguel Ángel Angulo | 23 juni 1977      | Valencia CF         |
| 9           | José Mari           | 10 december 1978  | AC Milan            |
| 13          | Albert Luque        | 11 mars 1978      | RCD Mallorca        |
| 17          | Raúl Tamudo         | 19 oktober 1977   | RCD Espanyol        |

Gruppspel
| Lag      | S | V | O | F | GM | IM | MS | P |
| -------- | - | - | - | - | -- | -- | -- | - |
| Chile    | 3 | 2 | 0 | 1 | 7  | 3  | +4 | 6 |
| Spanien  | 3 | 2 | 0 | 1 | 6  | 3  | +3 | 6 |
| Sydkorea | 3 | 2 | 0 | 1 | 2  | 3  | −1 | 6 |
| Marocko  | 3 | 0 | 0 | 3 | 1  | 7  | −6 | 0 |

Slutspel
|  | Kvartsfinaler            | Kvartsfinaler            |                       |       | Semifinaler | Semifinaler |  |  | Final                 | Final |
|  |                          |                          |                       |       |             |             |  |  |                       |       |
|  | 23 september - Adelaide  |                          |                       |       |             |             |  |  |                       |       |
|  |                          |                          |                       |       |             |             |  |  |                       |       |
|  | USA (str.)               | 2 (5)                    |                       |       |             |             |  |  |                       |       |
|  | USA (str.)               | 2 (5)                    | 26 september - Sydney |       |             |             |  |  |                       |       |
|  | Japan                    | 2 (4)                    |                       |       |             |             |  |  |                       |       |
|  | Japan                    | 2 (4)                    | USA                   | 1     |             |             |  |  |                       |       |
|  | 23 september - Sydney    |                          | USA                   | 1     |             |             |  |  |                       |       |
|  |                          | Spanien                  | 3                     |       |             |             |  |  |                       |       |
|  | Italien                  | Spanien                  | 3                     | 0     |             |             |  |  |                       |       |
|  | Italien                  |                          | 30 september - Sydney | 0     |             |             |  |  |                       |       |
|  | Spanien                  | 1                        |                       |       |             |             |  |  |                       |       |
|  | Spanien                  | 1                        | Spanien               | 2 (3) |             |             |  |  |                       |       |
|  | 23 september - Brisbane  |                          | Spanien               | 2 (3) |             |             |  |  |                       |       |
|  |                          | Kamerun (str.)           | 2 (5)                 |       |             |             |  |  |                       |       |
|  | Brasilien                | Kamerun (str.)           | 2 (5)                 | 1     |             |             |  |  |                       |       |
|  | Brasilien                | 26 september - Melbourne |                       | 1     |             |             |  |  |                       |       |
|  | Kamerun (e.f.)           | 2                        |                       |       |             |             |  |  |                       |       |
|  | Kamerun (e.f.)           | 2                        | Kamerun               | 2     | Bronsmatch  | Bronsmatch  |  |  |                       |       |
|  | 23 september - Melbourne |                          | Kamerun               | 2     | Bronsmatch  | Bronsmatch  |  |  |                       |       |
|  |                          | Chile                    | 1                     |       |             |             |  |  |                       |       |
|  | Chile                    | Chile                    | 1                     | 4     | USA         | 0           |  |  |                       |       |
|  | Chile                    |                          |                       | 4     | USA         | 0           |  |  |                       |       |
|  | Nigeria                  | 1                        |                       | Chile | 2           |             |  |  |                       |       |
|  | Nigeria                  | 1                        |                       |       | 2           |             |  |  |                       |       |
|  |                          |                          |                       |       |             |             |  |  | 29 september - Sydney |       |
|  |                          |                          |                       |       |             |             |  |  |                       |       |

## Friidrott
Herrarnas 100 meter
- Venancio Jose
  - Omgång 1 — 10.36
  - Omgång 2 — 10.53 (gick inte vidare)

Herrarnas 200 meter
- Venancio Jose
  - Omgång 1 — 20.95
  - Omgång 2 — 20.79 (gick inte vidare)

Herrarnas 400 meter
- David Canal
  - Omgång 1 — 45.53
  - Omgång 2 — 45.54 (gick inte vidare)

Herrarnas 800 meter
- José Manuel Cerezo
  - Omgång 1 — 01:48.11 (gick inte vidare)
- Roberto Parra
  - Omgång 1 — 01:48.19 (gick inte vidare)

Herrarnas 1 500 meter
- Andrés Manuel Díaz
  - Omgång 1 — 03:38.54
  - Semifinal — 03:38.41
  - Final — 03:37.27 (→ 8:e plats)
- José Antonio Redolat
  - Omgång 1 — 03:38.66
  - Semifinal — 03:45.46 (gick inte vidare)
- Juan Carlos Higuero
  - Omgång 1 — 03:40.60
  - Semifinal — 03:38.37
  - Final — 03:38.91 (→ 8:e plats)

Herrarnas 5 000 meter
- Alberto Garcia
  - Omgång 1 — 14:11.65 (gick inte vidare)
- Yousef El Nasri
  - Omgång 1 — 13:34.49 (gick inte vidare)

Herrarnas 10 000 meter
- José Ríos
  - Omgång 1 — 27:51.40
  - Final — 28:50.31 (→ 18:e plats)
- Enrique Molina
  - Omgång 1 — 28:09.76
  - Final — DNF
- Teodoro Cunado
  - Omgång 1 — 29:10.90 (gick inte vidare)

Herrarnas 400 meter häck
- Iñigo Monreal
  - Omgång 1 — 51.32 (gick inte vidare)

Herrarnas 4 x 400 meter stafett
- Antonio Andres, David Canal, Inigo Monreal, Eduardo Rodriquez
  - Omgång 1 — 03:06.87 (gick inte vidare)

Herrarnas 3 000 meter hinder
- Luis Miguel Martín
  - Omgång 1 — 08:24.04
  - Final — 08:22.75 (→ 5:e plats)
- Eliseo Martín
  - Omgång 1 — 08:24.97
  - Final — 08:23.00 (→ 6:e plats)
- Marco Cepeda
  - Omgång 1 — 08:40.01 (gick inte vidare)

Herrarnas kulstötning
- Manuel Martínez
  - Kval — 19.94
  - Final — 20.55 (→ 6:e plats)

Herrarnas diskuskastning
- David Martinez
  - Kval — 61.50 (gick inte vidare)

Herrarnas längdhopp
- Yago Lamela
  - Kval — 7.89 (gick inte vidare)

Herrarnas tresteg
- Raul Chapado
  - Kval — NM (gick inte vidare)

Herrarnas 20 kilometer gång
- Francisco Javier Fernández
  - Final — 1:21:01 (→ 7:e plats)
- David Márquez
  - Final — 1:24:36 (→ 20:e plats)
- José David Domínguez
  - Final — 0:01:28 (→ 35:e plats)

Herrarnas 50 kilometer gång
- Valentí Massana
  - Final — 3:46:01 (→ 4:e plats)
- Jesús Ángel García
  - Final — 3:49:31 (→ 12:e plats)
- Mikel Odriozola
  - Final — 3:59:50 (→ 24:e plats)

Herrarnas maraton
- Martín Fiz
  - Final — 2:13:06 (→ 6:e plats)
- Alberto Juzdado
  - Final — 2:21:18 (→ 42:e plats)
- Abel Antón
  - Final — 2:24:04 (→ 53:e plats)

Herrarnas tiokamp
- Francisco Javier Benet
  - 100 m — 11.42
  - Längd — 6.32
  - Kula — DNS

Damernas 400 meter
- Norfalia Carabali
  - Omgång 1 — 52.36
  - Omgång 2 — 52.63 (gick inte vidare)

Damernas 800 meter
- Mayte Martínez
  - Omgång 1 — 01:59.60
  - Semifinal — 02:03.27 (gick inte vidare)

Damernas 1 500 meter
- Nuria Fernández
  - Omgång 1 — 04:11.46
  - Semifinal — 04:10.92 (gick inte vidare)
- Natalia Rodríguez
  - Omgång 1 — 04:22.82 (gick inte vidare)

Damernas 5 000 meter
- Marta Domínguez
  - Omgång 1 — 15:45.07 (gick inte vidare)
- Beatriz Santiago
  - Omgång 1 — 15:31.94 (gick inte vidare)

Damernas 10 000 meter
- Maria Teresa Recio
  - Omgång 1 — 33:36.44 (gick inte vidare)
- Maria Abel
  - Omgång 1 — 34:05.44 (gick inte vidare)

Damernas 4 x 400 meter stafett
- Julia Alba, Miriam Bravo, Norfalia Carabali och Mayte Martinez
  - Omgång 1 — 03:32.45 (gick inte vidare)

Damernas kulstötning
- Martina de la Puente
  - Kval — 16.30 (gick inte vidare)

Damernas diskuskastning
- Alice Matejkova
  - Kval — 54.19 (gick inte vidare)

Damernas spjutkastning
- Marta Míguez
  - Kval — 55.52 (gick inte vidare)

Damernas längdhopp
- Concepción Montaner
  - Kval — NM (gick inte vidare)

Damernas tresteg
- Carlota Castrejana
  - Kval — 13.76 (gick inte vidare)

Damernas höjdhopp
- Marta Mendía
  - Kval — 1.89 (gick inte vidare)

Damernas stavhopp
- Mari Mar Sanchez
  - Kval — 4.25 (gick inte vidare)

Damernas 20 kilometer gång
- María Vasco
  - Final — 1:30:23 (→  Brons)
- Encarna Granados
  - Final — 1:35:06 (→ 20:e plats)
- Eva Perez
  - Final — 1:36:35 (→ 27:e plats)

Damernas maraton
- Ana Isabel Alonso
  - Final — 2:36:45 (→ 30:e plats)
- Griselda González
  - Final — 2:38:28 (→ 33:e plats)
- Maria Luisa Munoz
  - Final — 2:45:40 (→ 39:e plats)

Damernas sjukamp
- Inma Clopés
  - 100 m häck — 14.20
  - Höjd — 1.66
  - Kula — 12.70
  - 200 m — 26.25
  - Längd — NM
  - Spjut — DNS

## Fäktning
Herrarnas sabel
- Fernando Medina
- Jorge Pina
- Alberto Falcón

Herrarnas sabel, lag
- Jorge Pina, Antonio García, Fernando Medina

## Handboll
Herrar
Gruppspel
| Lag        | Pld | W | D | L | GF  | GA  | GD  | Poäng |
| ---------- | --- | - | - | - | --- | --- | --- | ----- |
| Sverige    | 5   | 5 | 0 | 0 | 155 | 121 | +34 | 10    |
| Frankrike  | 5   | 3 | 1 | 1 | 120 | 104 | +16 | 7     |
| Spanien    | 5   | 3 | 0 | 2 | 144 | 126 | +18 | 6     |
| Slovenien  | 5   | 2 | 1 | 2 | 137 | 127 | +10 | 5     |
| Tunisien   | 5   | 1 | 0 | 4 | 111 | 117 | –6  | 2     |
| Australien | 5   | 0 | 0 | 5 | 106 | 178 | –72 | 0     |

Slutspel
|  | Kvartsfinaler | Kvartsfinaler |          |         | Semifinaler | Semifinaler |  |  | Final | Final |
|  |               |               |          |         |             |             |  |  |       |       |
|  |               |               |          |         |             |             |  |  |       |       |
|  |               |               |          |         |             |             |  |  |       |       |
|  | Ryssland      | 33            |          |         |             |             |  |  |       |       |
|  | Ryssland      | 33            |          |         |             |             |  |  |       |       |
|  | Slovenien     | 22            |          |         |             |             |  |  |       |       |
|  | Slovenien     | 22            | Ryssland | 29      |             |             |  |  |       |       |
|  |               |               | Ryssland | 29      |             |             |  |  |       |       |
|  |               | Jugoslavien   | 26       |         |             |             |  |  |       |       |
|  | Frankrike     | Jugoslavien   | 26       | 21      |             |             |  |  |       |       |
|  | Frankrike     |               |          | 21      |             |             |  |  |       |       |
|  | Jugoslavien   | 26            |          |         |             |             |  |  |       |       |
|  | Jugoslavien   | 26            | Ryssland | 28      |             |             |  |  |       |       |
|  |               |               | Ryssland | 28      |             |             |  |  |       |       |
|  |               | Sverige       | 26       |         |             |             |  |  |       |       |
|  | Tyskland      | Sverige       | 26       | 26      |             |             |  |  |       |       |
|  | Tyskland      |               |          | 26      |             |             |  |  |       |       |
|  | Spanien       | 27            |          |         |             |             |  |  |       |       |
|  | Spanien       | 27            | Spanien  | 25      | Bronsmatch  | Bronsmatch  |  |  |       |       |
|  |               |               | Spanien  | 25      | Bronsmatch  | Bronsmatch  |  |  |       |       |
|  |               | Sverige       | 32       |         |             |             |  |  |       |       |
|  | Sverige       | Sverige       | 32       | 27      | Jugoslavien | 22          |  |  |       |       |
|  | Sverige       |               |          | 27      | Jugoslavien | 22          |  |  |       |       |
|  | Egypten       | 23            |          | Spanien | 26          |             |  |  |       |       |
|  | Egypten       | 23            |          |         | 26          |             |  |  |       |       |
|  |               |               |          |         |             |             |  |  |       |       |
|  |               |               |          |         |             |             |  |  |       |       |

## Kanotsport
Sprint
Herrar
Herrarnas K-1 500 m
- Jovino Gonzalez
  - Kvalheat — 01:40,761
  - Semifinal — 01:41,168
  - Final — 02:03,889 (→ 6:e plats)

Herrarnas K-1 1000 m
- Emilio Merchan
  - Kvalheat — 03:36,591
  - Semifinal — 03:40,263
  - Final — 03:39,965 (→ 9:e plats)

Herrarnas C-1 500 m
- Jose Manuel Crespo
  - Kvalheat — 01:53,862
  - Semifinal — 01:54,765 (→ gick inte vidare)

Herrarnas C-1 1000 m
- Jose Manuel Crespo
  - Kvalheat — 04:04,528
  - Semifinal — 04:04,042 (→ gick inte vidare)

Herrarnas C-2 500 m
- Jose Alfredo Bea, David Mascató
  - Kvalheat — 01:44,973
  - Semifinal — 01:45,677
  - Final — 01:56,600 (→ 4:e plats)

Herrarnas C-2 1000 m
- Jose Alfredo Bea, David Mascató
  - Kvalheat — 03:37,697
  - Semifinal — bye
  - Final — 03:54,053 (→ 9:e plats)

Damer
Damernas K-1 500 m
- Teresa Portela
  - Kvalheat — 01:59,153
  - Semifinal — 01:58,932 (→ gick inte vidare)

Damernas K-2 500 m
- Maria Isabel Garcia Suarez, Belen Sanchez
  - Kvalheat — 01:45,527
  - Semifinal — 01:45,144
  - Final — 02:04,208 (→ 7:e plats)

Damernas K-4 500 m
- Izaskun Aramburu, Beatriz Manchon, Ana María Penas, Belen Sanchez
  - Kvalheat — 01:35,298
  - Semifinal — bye
  - Final — 01:38,654 (→ 8:e plats)

Slalom
Herrar
Herrarnas K-1 slalom
- Esteban Arakama
  - Kval — 267,75 (→ gick inte vidare)
- Carles Juanmartí
  - Kval — 275,88 (→ gick inte vidare)

Herrarnas C-1 slalom
- Jon Erguin
  - Kval — 362,62 (→ gick inte vidare)

Herrarnas C-2 slalom
- Antonio Herreros, Marc Vicente
  - Kval — 344,62 (→ gick inte vidare)

Damer
Damernas K-1 slalom
- Maria Eizmendi
  - Kval — 311,17
  - Final — 276,55 (→ 14:e plats)

## Landhockey
Herrar
Coach: Antonio Forrellat

1. Ramón Jufresa (GK)
2. Bernardino Herrera (GK)
3. Joaquim Malgosa (c)
4. Jaime Amat
5. Francisco "Kiko" Fábregas
6. Juan Escarré
7. Jordi Casas
8. Pablo Amat
9. Eduard Tubau
10. Javier Arnau
11. Ramón Sala
12. Juan Dinarés
13. Josep Sánchez
14. Pablo Usoz
15. Xavier Ribas
16. Rodrigo Garza

Gruppspel
| Lag        | Spelade | W | D | L | GF | GA | Poäng |
| ---------- | ------- | - | - | - | -- | -- | ----- |
| Australien | 5       | 3 | 2 | 0 | 12 | 6  | 11    |
| Sydkorea   | 5       | 2 | 2 | 1 | 9  | 7  | 8     |
| Indien     | 5       | 2 | 2 | 1 | 9  | 7  | 8     |
| Argentina  | 5       | 1 | 2 | 2 | 13 | 13 | 5     |
| Polen      | 5       | 1 | 2 | 2 | 12 | 14 | 4     |
| Spanien    | 5       | 0 | 2 | 3 | 7  | 15 | 2     |

Damer
Coach: Marc Lammers

1. Elena Carrión (GK)
2. Nuria Moreno
3. Amanda González
4. María Carmen Barea
5. Sonia de Ignacio (c)
6. María del Carmen Martín
7. Sonia Barrio
8. Silvia Muñoz
9. Lucía López
10. María del Mar Feito
11. Maider Tellería
12. Elena Urkizu
13. Begoña Larzabal
14. Erdoitza Goikoetxea
15. Cibeles Romero (GK)
16. Núria Camón

Gruppspel
| Lag            | Spelade | W | D | L | GF | GA | Poäng |
| -------------- | ------- | - | - | - | -- | -- | ----- |
| Australien     | 4       | 3 | 1 | 0 | 9  | 3  | 10    |
| Argentina      | 4       | 2 | 0 | 2 | 5  | 6  | 6     |
| Spanien        | 4       | 1 | 2 | 1 | 2  | 3  | 5     |
| Storbritannien | 4       | 1 | 1 | 2 | 5  | 5  | 4     |
| Sydkorea       | 4       | 0 | 2 | 2 | 4  | 8  | 2     |

Slutomgång
| Lag           | Spelade | W | D | L | GF | GA | Poäng |
| ------------- | ------- | - | - | - | -- | -- | ----- |
| Australien    | 5       | 4 | 1 | 0 | 17 | 3  | 13    |
| Argentina     | 5       | 3 | 0 | 2 | 13 | 7  | 9     |
| Nederländerna | 5       | 2 | 0 | 3 | 8  | 14 | 6     |
| Spanien       | 5       | 1 | 3 | 1 | 5  | 5  | 6     |
| Kina          | 5       | 1 | 1 | 3 | 4  | 10 | 4     |
| Nya Zeeland   | 5       | 1 | 1 | 3 | 8  | 16 | 4     |

## Segling
Mistral
- Jorge Maciel Andres
  - Lopp 1 — 16
  - Lopp 2 — 17
  - Lopp 3 — (25)
  - Lopp 4 — 8
  - Lopp 5 — 25
  - Lopp 6 — 22
  - Lopp 7 — 20
  - Lopp 8 — 20
  - Lopp 9 — (37) DNF
  - Lopp 10 — 15
  - Lopp 11 — 19
  - Final — 162 (22:e plats)

470
- Gustavo Martinez och Tunte Cantero
  - Lopp 1 — 17
  - Lopp 2 — 11
  - Lopp 3 — 15
  - Lopp 4 — 9
  - Lopp 5 — (18)
  - Lopp 6 — 3
  - Lopp 7 — 12
  - Lopp 8 — 2
  - Lopp 9 — 8
  - Lopp 10 — 4
  - Lopp 11 — (21)
  - Final — 81 (10:e plats)

Laser
- Luis Martínez
  - Lopp 1 — 3
  - Lopp 2 — (23)
  - Lopp 3 — 16
  - Lopp 4 — 8
  - Lopp 5 — (44) OCS
  - Lopp 6 — 23
  - Lopp 7 — 5
  - Lopp 8 — 3
  - Lopp 9 — 16
  - Lopp 10 — 13
  - Lopp 11 — 10
  - Final — 97 (11:e plats)

Tornado
- Fernando Léon och José Luis Ballester
  - Lopp 1 — 7
  - Lopp 2 — 9
  - Lopp 3 — 9
  - Lopp 4 — (14)
  - Lopp 5 — 6
  - Lopp 6 — (12)
  - Lopp 7 — 9
  - Lopp 8 — 3
  - Lopp 9 — 9
  - Lopp 10 — 4
  - Lopp 11 — 2
  - Final — 58 (9:e plats)

Starbåt
- José Maria van der Ploeg och Rafael Trujillo
  - Lopp 1 — 2
  - Lopp 2 — 4
  - Lopp 3 — (17) DSQ
  - Lopp 4 — 3
  - Lopp 5 — 11
  - Lopp 6 — 7
  - Lopp 7 — 4
  - Lopp 8 — 10
  - Lopp 9 — 3
  - Lopp 10 — 11
  - Lopp 11 — (17) OCS
  - Final — 55 (9:e plats)

Mistral
- Maria del Carmen Vaz
  - Lopp 1 — 4
  - Lopp 2 — 5
  - Lopp 3 — (14)
  - Lopp 4 — 9
  - Lopp 5 — (19)
  - Lopp 6 — 11
  - Lopp 7 — 8
  - Lopp 8 — 9
  - Lopp 9 — 6
  - Lopp 10 — 14
  - Lopp 11 — 6
  - Final — 72 (8:e plats)

Europajolle
- Neus Garriga
  - Lopp 1 — 10
  - Lopp 2 — 2
  - Lopp 3 — 11
  - Lopp 4 — 13
  - Lopp 5 — 5
  - Lopp 6 — 1
  - Lopp 7 — (17)
  - Lopp 8 — 3
  - Lopp 9 — 11
  - Lopp 10 — 5
  - Lopp 11 — (28) OCS
  - Final — 61 (4:e plats)

470
- Natalia Vía Dufresne och Sandra Azón
  - Lopp 1 — 14
  - Lopp 2 — (18)
  - Lopp 3 — 5
  - Lopp 4 — 2
  - Lopp 5 — (19)
  - Lopp 6 — 3
  - Lopp 7 — 11
  - Lopp 8 — 2
  - Lopp 9 — 4
  - Lopp 10 — 9
  - Lopp 11 — 5
  - Final — 55 (6:e plats)

49er
- Santiago Lopez-Vazquez och Javier de La Plaza
  - Lopp 1 — 1
  - Lopp 2 — 8
  - Lopp 3 — 11
  - Lopp 4 — 8
  - Lopp 5 — 4
  - Lopp 6 — 3
  - Lopp 7 — 1
  - Lopp 8 — 11
  - Lopp 9 — 11
  - Lopp 10 — (18) OCS
  - Lopp 11 — 5
  - Lopp 12 — 1
  - Lopp 13 — 1
  - Lopp 14 — (12)
  - Lopp 15 — 10
  - Lopp 16 — 4
  - Final — 79 (4:e plats)

## Simhopp
Herrarnas 3 m
- Rafael Álvarez
  - Kval — 377,55
  - Semifinal — 201,06 — 578,61 (17:e plats, gick inte vidare)

Herrarnas 3 m
- Jose-Miguel Gil
  - Kval — 318,72 (33:e plats, gick inte vidare)

Herrarnas 10 m
- Ruben Santos
  - Kval — 300,9 (36:e plats, gick inte vidare)

Damernas 10 m
- Santos Leire
  - Kval — 271,41 (27:e plats, gick inte vidare)

Damernas 10 m
- Dolores Saez de Ibarra
  - Kval — 283,41
  - Semifinal — 163,11 — 446,52 (14:e plats, gick inte vidare)

## Triathlon
Damernas triathlon
- Maribel Blanco — 2:06:37,84 (24:e plats)

Herrarnas triathlon
- Iván Raña — 1:49:10,88 (5:e plats)
- Eneko Llanos — 1:50:48,35 (23:e plats)
- Jose Maria Merchan — fullföljde inte